# Bacino di Tracia
Il bacino di Tracia è un bacino sedimentario terziario che scopa gran parte della Tracia orientale. 
È il più grande e profondo bacino sedimentario di quest'era in Turchia. Ha forma triangolare, allungata in direzione ovest-nord-ovest/est-sud-est. Si è formato per estensione tra l'Eocene medio e l'Oligocene inferiore. 
La faglia anatolica settentrionale delimita la parte meridionale del bacino, al suo movimento è associata la riattivazione di varie faglie del basamento nel Miocene superiore.

## Struttura
Al di sopra di un basamento metamorfico del Paleozoico-Mesozoico, si deposita una successione sedimentaria terziaria (Eocene-Miocene), con spessore massimo di circa 9.000 metri. 
Essa comprende prevalentemente sedimenti clastici, in strati interdigitati a granulometria variabile, deposti in ambienti sia di origine continentale che marina: torbiditi, fanghi carbonatici neritici (associati localmente a carbonati di scogliera), depositi continentali di delta (canali fluviali) e tufi.

## Industria estrattiva
Al 2008, sono stati perforati più di 400 pozzi; sono scoperti 14 giacimenti di gas e 3 di petrolio, tutti attualmente in produzione. Tra i principali strati produttivi per il gas vi sono le formazioni di Hamitabat (arenarie torbiditiche), di Ceylan (tufi), di Sogucak (calcare di scogliera), e di Osmancik (arenarie deltizie), tutte datate Eocene-Oligocene. Anche gli scisti delle formazioni Hamitabat e Mezarde hanno buone potenzialità.